# Пилипенко-Крижанівська Надія
Наді́я Пилипе́нко (у шлюбі Крижанівська, сценічний псевдонім — Дісілермова) — українська театральна акторка і співачка, відома за виступами в Новому львівському театрі, Театрі-студії ім. І. Франка. 

## Життєпис
Сестра акторки Катрі Пилипенко-Гринішак.
Виступала в Стрілецькому театрі при Леґіоні УСС.
1919 — акторка Нового львівського театру.
1919 разом з УГА Новий львівський театр перейшов Збруч, виступав у Кам'янці-Подільському, Проскурові, Вінниці. Після розпаду Галицької армії у травні 1920 частина членів акторської трупи повернулась до Львова, де почали виступати за Український незалежний театр. Гнат Юра заснував у Вінниці новий Драматичний театр імені І. Франка, де спочатку працювала і Надія Пилипенко. А в червні 1920 Надія з Богданом Крижанівським, сестрою Катрею, її чоловіком Лесем Гринішаком, Олімпією Добровольською та іншими відомими акторами і театральними діячами переїхали до Черкас, де почала працювати в Театрі-студії імені І. Франка.
1920 року Надія Пилипенко одружилася з композитором Богданом Крижанівським, з яким була до його смерті. Зі «Споминів» Й. Гірняка дізнаємось про вірність Надії та її сестри Катрі своїм чоловікам: «Богдан Крижанівський знайшов Надю Пилипенко, яка розділила з ним тяжкі житейські митарства, а її сестра Катерина Пилипенко із подивугідною самопосвятою боролась за життя хворіючого тяжкою туберкульозою, талановитого Леся Гринішака».
Є згадки Й. Гірняка про те, що в 1921 році у подружжя Крижанівських була мала дитина (син Ігор), а в Черкасах тоді було голодно. Щоб прогодувати сім'ї, трупа студії імені Франка протягом кількох місяців за участі Крижанівських працювала в більш «ситому» Херсоні, але зустріли їх там не зовсім привітно. То ж довелось повернутись до Черкас. По дорозі з Херсону їх пограбували знам'янські грабіжники, викравши у мам маленьких дітей — Надії Пилипенко і її сестри Катрі — навіть клунки з пелюшками. Це було у грудні 1921 року.
Голодно було і в 1922, коли вони були змушені поїхати на гастролі в село Білозір'я, де з харчуванням на той час було краще, ніж у місті, але і там до акторів поставились не зовсім гостинно. Все ж після повернення до Черкас актори почали за організацію шкільних гуртків отримувати плату частково натурою: кожний інструктор діставав три пуди (48 кілограмів) борошна.
1923—1925 — разом з сім'єю проживала в Чернігові. 1926—1930 — у Харкові, де чоловік працював диригентом, завідувачем музичної частини театру «Березіль», а 1930 організував 1-й Український театр музичної комедії.
1931—1932 — з чоловіком в Хабаровську, Ташкенті, Владивостоці.
1934—1945 — знову у Харкові. Важким ударом для родини Крижанівських була загибель єдиного сина Ігоря в роки війни. Він пропав безвісти під час другого захоплення Харкова німцями, а збудований перед війною будиночок був зруйнований дотла.
З 1945 — у Чернівцях. У цьому ж році чоловік помер. Коли ж наближалося 40-річчя творчої праці і 60-річчя від дня народження, в нього забрали почесне звання заслуженого артиста України, зароблене в роки війни.
Більш пізня інформація про долю Надії Пилипенко невідома.